# Xestocephalus bulbus
Xestocephalus bulbus är en insektsart som beskrevs av Paul S. Cwikla 1985. Xestocephalus bulbus ingår i släktet Xestocephalus och familjen dvärgstritar. Inga underarter finns listade i Catalogue of Life.